# Маэдзоно, Масакиё
Масакиё Маэдзоно (яп. 前園 真聖 Маэдзоно Масакиё, 29 октября 1973 года) — японский футбольный полузащитник. Выступал за национальную сборную. 

## Клубная карьера
На протяжении карьеры выступал за клубы «Иокогама Флюгельс», «Токио Верди», «Сантос», «Гояс», «Сёнан Бельмаре», «Аньян LG Читахс», «Инчхон Юнайтед». К «Иокогаме» Маэдзоно присоединился после окончания средней школы в 1992 году, а уже в следующем сезоне закрепился в основе клуба. В том же году в составе команды выиграл Кубок Императора — первый крупный титул клуба. В сезоне 1994-95 «Иокогама» завоевала Азиатский Кубок обладателей кубков.
В 1997 году Маэдзоно перешёл в «Верди Кавасаки», несмотря на то, что интерес к игроку проявляли многие клубы, в том числе и испанская «Севилья». Но сезон у команды не задался, первую половину она закончила на предпоследней строчке, а главный тренер Хисаси Като подал в отставку. Маэдзоно всё реже появлялся в стартовом составе команды. В этот период своей карьеры Маэдзоно вспоминал неудавшийся трансфер в Испанию и сильно переживал по этому поводу, что неблагоприятно отражалось и на его игре.
В октябре 1998 года переехал в Бразилию, чтобы выступать за «Сантос», хотя мог перейти и в «Сан-Паулу», но команду покинул тренер Нелсиньо, который хотел работать с Маэдзоно. Он вышел на поле 18 октября на замену и сразу забил гол, но после этого не отличался выдающейся игрой. 25 января было объявлено о переходе Маэдзоно в «Гояс». Его первый матч состоялся 3 марта, где Маэдзоно оформил голевую передачу, но, как и в предыдущей команде, дальше его карьера пошла на спад. Контракт с ним был прерван досрочно, с формулировкой несоответствия концепции команды главного тренера Элио дос Анжоса.
В 2000 году вернулся в Японию и присоединился к «Сёнан Бельмаре», вылетевшем в лигу J2 и готовым вернуться в высший дивизион. Команда заняла лишь 8 место, но Маэдзоно провёл 40 матчей и смог восстановить свою игровую форму.
В 2001 году вернулся в «Токио Верди». В середине чемпионата в матче против «Иокогама Ф. Маринос» в борьбе за мяч с вратарём соперника Маэдзоно получил перелом лодыжки и сезон на этом для него закончился. В июле 2002 года в местной прессе вышло интервью нового тренера клуба, который был недоволен отношением Маэдзоно и ещё двух его партнёров по команде к процессу тренировок. В ответ футболист попытался оправдаться, поскольку проходил период реабилитации после травмы. Тем не менее, вскоре он покинул клуб.
В 2003 году он переехал в Южную Корею и играл за «Аньян LG Читас» в десяти матчах, после чего был исключён из команды. Следующий сезон он начал уже в «Инчхон Юнайтед», но через некоторое время получил перелом пальца и выбыл до ноября. В конце сезона контракт с ним продлевать не стали.
В 2005 году он тренировался с «ОФК», но контракт с Маэдзоно так и не заключили. И в мае он объявил о завершении карьеры.

## Национальная сборная
С 1994 по 1997 год сыграл за национальную сборную Японии 19 матчей, в которых забил 4 гола. Его дебют состоялся 22 мая в матче против Австралии, после чего он принял участие в Азиатских играх. 
В 1995 году Маэдзоно стал капитаном молодёжной сборной Японии (до 23 лет), которая смогла квалифицироваться на Олимпийские игры 1996 года, впервые после 1968 года, когда Япония стала бронзовым призёром Игр. На олимпийском турнире 1996 года, несмотря на победу в двух матчах из трёх, команда не смогла выйти из группы. Первый победный матч на турнире японцы провели против Бразилии, забив безответный гол в их ворота. Эту встречу болельщики окрестили как «чудо в Майами». Маэдзоно отличился двумя голами в ворота Венгрии. 
В августе 1996 года, Маэдзоно был вызван во взрослую сборную Японии и 25 августа он забил гол в матче против Уругвая. Этот мяч стал его первым голом за сборную Японии. В декабре он участвовал в матчах Кубка Азии 1996 года, где Япония дошла до четвертьфинала.
После окончания игровой карьеры, бывший партнёр по «Верди Кавасаки» Руй Рамос пригласил Маэдзоно в сборную по пляжному футболу, которой руководил в тот момент. В составе этой команды он принял участие в чемпионате мира 2009 года, где Япония проиграла в четвертьфинале Португалии.

## После футбола
После окончания карьеры, как и многие другие футболисты, Маэдзоно работал спортивным комментатором на японском телевидении. Также он активно участвовал в программах развития детско-юношеского футбола, в августе 2006 года был запущен проект «ZONO», который организовывал занятия футболом для дошкольников. В 2008 году Маэдзоно был организатором команды «TAKE ACTION FC», состоящей из бывших футболистов. В 2012 году он получил тренерскую лицензию S-класса.
13 октября 2013 года Маэдзоно был арестован по обвинению в нападении в состоянии алкогольного опьянения на таксиста. Уже на следующий день, после освобождения, он провел пресс-конференцию, чтобы принести свои извинения и сообщить, что в ближайшее время не будет появляться в теле-передачах. После этого некоторые его проекты были приостановлены, а 15 ноября он ушел с поста спортивного представителя родного города.
В 2014 году Маэдзоно был приглашённой звездой в шоу «Widena Show». А в 2016 году был переназначен администрацией Сацумасендай представителем по туризму. В том же году он был назначен директором по связям с общественностью основанной баскетбольной Би лиги.

## Статистика

### В клубе
| Выступления за клуб | Выступления за клуб | Выступления за клуб | Лига  | Лига | Кубок            | Кубок            | Кубок лиги      | Кубок лиги      | Итого | Итого |
| Сезон               | Клуб                | Лига                | Матчи | Голы | Матчи            | Голы             | Матчи           | Голы            | Матчи | Голы  |
| Япония              | Япония              | Япония              | Лига  | Лига | Кубок Императора | Кубок Императора | Кубок Джей-лиги | Кубок Джей-лиги | Итого | Итого |
| ------------------- | ------------------- | ------------------- | ----- | ---- | ---------------- | ---------------- | --------------- | --------------- | ----- | ----- |
| 1992                | Иокогама Флюгельс   | J1                  | -     | -    |                  |                  | 0               | 0               | 0     | 0     |
| 1993                | Иокогама Флюгельс   | J1                  | 24    | 2    | 5                | 1                | 5               | 0               | 34    | 3     |
| 1994                | Иокогама Флюгельс   | J1                  | 38    | 8    | 2                | 0                | 2               | 0               | 42    | 8     |
| 1995                | Иокогама Флюгельс   | J1                  | 40    | 7    | 2                | 0                | -               | -               | 42    | 7     |
| 1996                | Иокогама Флюгельс   | J1                  | 26    | 8    | 2                | 0                | 11              | 7               | 39    | 15    |
| 1997                | Верди Кавасаки      | J1                  | 28    | 5    | 2                | 0                | 0               | 0               | 30    | 5     |
| 1998                | Верди Кавасаки      | J1                  | 22    | 3    | 0                | 0                | 2               | 1               | 24    | 4     |
| Бразилия            | Бразилия            | Бразилия            | Лига  | Лига | Кубок Бразилии   | Кубок Бразилии   | Кубок лиги      | Кубок лиги      | Итого | Итого |
| 1998                | Сантос              | Серия A             | 5     | 1    |                  |                  |                 |                 | 5     | 1     |
| 1999                | Гояс                | Серия B             | 0     | 0    |                  |                  |                 |                 | 0     | 0     |
| Япония              | Япония              | Япония              | Лига  | Лига | Кубок Императора | Кубок Императора | Кубок Джей-лиги | Кубок Джей-лиги | Итого | Итого |
| 2000                | Сёнан Бельмаре      | J2                  | 38    | 11   | 3                | 2                | 2               | 0               | 43    | 13    |
| 2001                | Токио Верди         | J1                  | 13    | 1    | 0                | 0                | 2               | 0               | 15    | 1     |
| 2002                | Токио Верди         | J1                  | 0     | 0    | 0                | 0                | 0               | 0               | 0     | 0     |
| Южная Корея         | Южная Корея         | Южная Корея         | Лига  | Лига | Кубок Кореи      | Кубок Кореи      | Кубок лиги      | Кубок лиги      | Итого | Итого |
| 2003                | Аньян LG Читахс     | K Лига              | 16    | 0    | 0                | 0                | 0               | 0               | 16    | 0     |
| 2004                | Инчхон Юнайтед      | K Лига              | 4     | 0    | 0                | 0                | 9               | 1               | 13    | 1     |
| Страна              | Япония              | Япония              | 229   | 45   | 16               | 3                | 24              | 8               | 269   | 56    |
| Страна              | Бразилия            | Бразилия            | 5     | 1    |                  |                  |                 |                 | 5     | 1     |
| Страна              | Южная Корея         | Южная Корея         | 20    | 0    | 0                | 0                | 9               | 1               | 29    | 1     |
| Всего               | Всего               | Всего               | 254   | 46   | 16               | 3                | 33              | 9               | 303   | 58    |

### В сборной
| Сборная Японии | Сборная Японии | Сборная Японии |
| Год            | Матчи          | Голы           |
| -------------- | -------------- | -------------- |
| 1994           | 6              | 0              |
| 1995           | 4              | 0              |
| 1996           | 7              | 4              |
| 1997           | 2              | 0              |
| Итого          | 19             | 4              |

Голы за сборную
| Дата            | Место проведения | Соперник   | Счёт | Результат | Соревнование      |
| --------------- | ---------------- | ---------- | ---- | --------- | ----------------- |
| 25 августа 1996 | Осака, Япония    | Уругвай    | 5-3  | Победа    | Товарищеский матч |
| 13 октября 1996 | Кобе, Япония     | Тунис      | 1-0  | Победа    | Товарищеский матч |
| 9 декабря 1996  | Эль-Айн, ОАЭ     | Узбекистан | 4-0  | Победа    | Кубок Азии        |
| 9 декабря 1996  | Эль-Айн, ОАЭ     | Узбекистан | 4-0  | Победа    | Кубок Азии        |

## Достижения

### Командные
«Иокогама Флюгельс»
- Кубок Императора: 1993

### Индивидуальные
- Включён в символическую сборную Джей-лиги: 1996